# شبکه تلویزیونی دیسکاوری
شبکه تلویزیونی دیسکاوری (به انگلیسی: Discovery Channel) کانالی آمریکایی و مختص پخش برنامه‌های مستند در زمینه حیات وحش فناوری مسافرت و علوم مختلف می‌پردازد که از طریق ماهواره شبکه کابلی ای پی تلویزیون و اینترنت در آمریکا وسراسر دنیا در ۴۳۱ میلیون خانه در ۱۷۰ کشور با ۳۳ زبان مختلف قابل دسترس است.